# Codices Electronici Ecclesiae Coloniensis
Die Codices Electronici Ecclesiae Coloniensis (CEEC; lat. für „Elektronische Kodizes der Kölner Kirche“) war ein Internetprojekt, das digitalisierte Handschriften des Mittelalters für die Öffentlichkeit anbot.
Das Projekt wurde von der Universität Köln, Institut für Historisch-Kulturwissenschaftliche Informationsverarbeitung, umgesetzt.
Es wurden sämtliche mittelalterlichen Handschriften der Erzbischöflichen Diözesan- und Dombibliothek Köln verarbeitet. Somit stand mit diesem Projekt die weltweit erste Ausgabe eines vollständig digitalisierten Handschriftenbestandes einer Bibliothek zur Verfügung. Die ältesten Werke stammen aus dem 6. Jahrhundert. 
Jedes Faksimile hatte eine Auflösung zwischen 200 und 600 dpi (unkomprimiert jeweils 45 bis 128 MB). Das gesamte Datenvolumen betrug 5,85 Terabyte (etwa 9000 CD-ROMs).
Die CEEC umfassten u. a. 366 Kodizes der Bibliothek mit insgesamt 130 000 Seiten. 
Die Webseite wurde 2023 vom Netz genommen. Ihre Inhalte werden seit 2018 von der Erzbischöflichen Diözesan- und Dombibliothek Köln verwaltet und innerhalb ihrer Digitalen Sammlungen auf einer neuen technischen Plattform angeboten.